# France 24
France 24 je svjetska televizijska postaja koji svoj program prenosi na francuskom, arapskom i engleskom jeziku. Televizijsku postaju je osnovala francuska vlada 2006. godine. Prosječni godišnji proračun televizije je 80 milijuna eura.

## Vanjske poveznice
- Službene stranice